# Drosophila ficusphila
Drosophila ficusphila este o specie de muște din genul Drosophila, familia Drosophilidae, descrisă de Kikkawa și Peng în anul 1938. Conform Catalogue of Life specia Drosophila ficusphila nu are subspecii cunoscute.